# Ozero Podkova
Ozero Podkowa (englische Transkription von russisch Озеро Подкова Osero Podkowa, deutsch ‚Hufeisensee‘) ist ein See am westlichen Ende der Knox-Küste des ostantarktischen Wilkeslands. Er liegt nordöstlich des Scott-Gletschers.
Russische Wissenschaftler benannten ihn nach seiner Form.